# Distretto di Zhob
Il distretto di Zhob è un distretto del Belucistan, in Pakistan, che ha come capoluogo Zhob. Nel 1998 possedeva una popolazione di 275.142 abitanti.